# Gero von Schulze-Gaevernitz

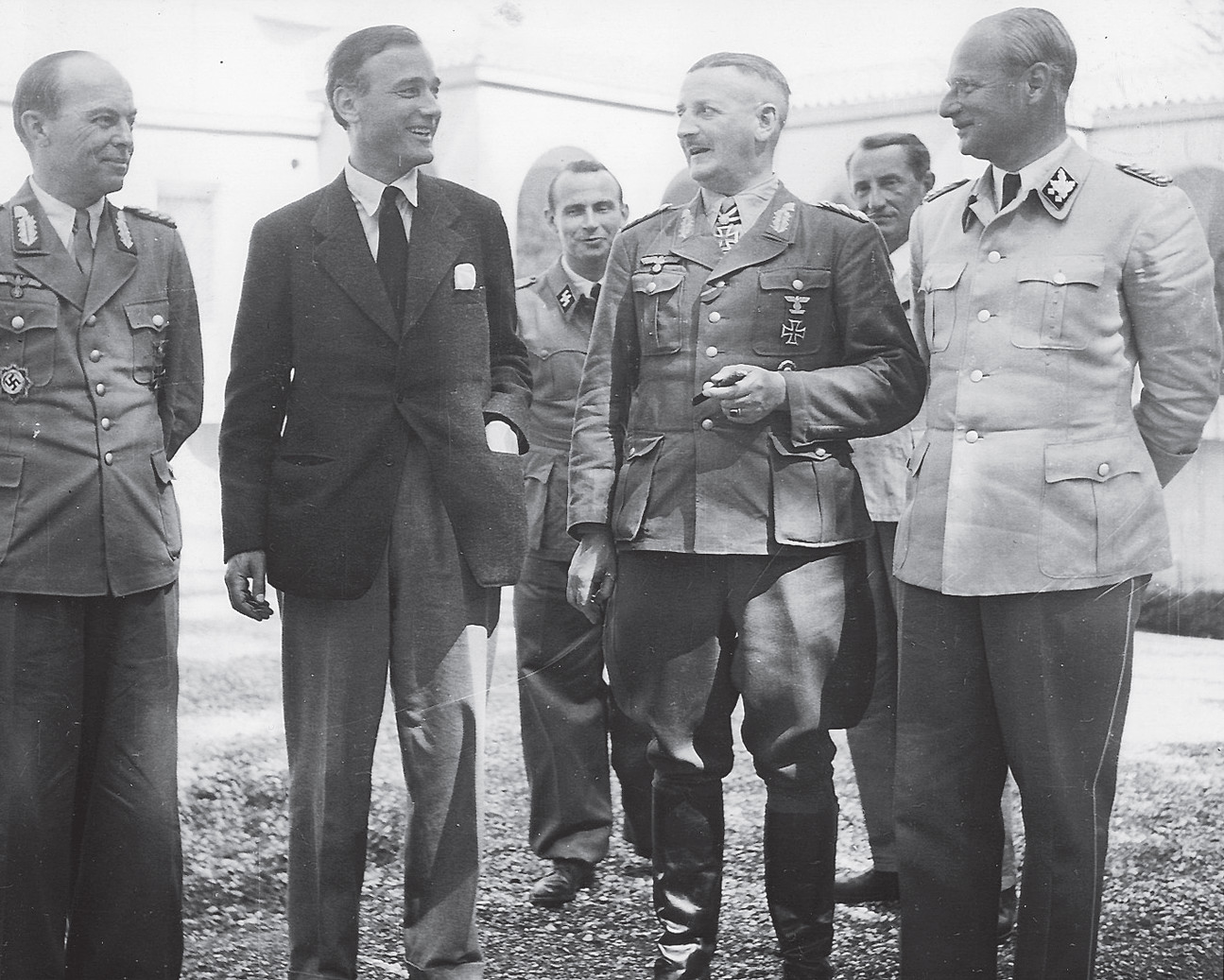
Gero von Schulze-Gaevernitz (2. v. l.) besucht im Mai 1945 das deutsche Hauptquartier in Bozen

Gero von Schulze-Gaevernitz (* 27. September 1901 in Freiburg im Breisgau; † 6. April 1970 in San Agustín (Gran Canaria)) war ein deutsch-amerikanischer Ökonom und Agent im Zweiten Weltkrieg.

## Leben
Gero von Schulze-Gaevernitz war der Sohn von Gerhart von Schulze-Gaevernitz, Professor für Volkswirtschaft an der Universität Freiburg und Abgeordneter der Weimarer Nationalversammlung. Seine Mutter war Johanna Hirsch (* 23. Mai 1876 in Mannheim; † 1938 in Ascona). Er hatte zwei Schwestern: Ruth Gaevernitz (* 12. Juni 1898 in Freiburg im Breisgau; † 26. Juli 1993 in London) war eine britische Historikerin,  Margiana von Schulze-Gaevernitz (* 5. Juli 1904 in Freiburg im Breisgau; † 1989 in Gstaad) war verheiratet mit Edmund Stinnes.
Er besuchte das Berthold-Gymnasium in Freiburg bis zum Abitur 1917 und studierte Volkswirtschaft, Handelsrecht und Geschichte an den Universitäten Freiburg, München und Frankfurt am Main. 1923 wurde er an der Universität Frankfurt mit einer Dissertation über die Die Kreditpolitik Englands waehrend und nach dem Kriege 1914–1921 promoviert. Die Arbeit erschien 1924 als Buch, wohl leicht erweitert, und wurde 1980 als Reprint neu aufgelegt.
1925 wanderte er in die USA aus und arbeitete ab 1928 in New York als Investmentbanker. Während des Zweiten Weltkrieges war er ab 1941 als Special Assistant die rechte Hand Allen Welsh Dulles in Bern. 1945 erhielt er die U.S. Medal of Freedom in Anerkennung seiner geschickten Verhandlungen in Ascona (Schweiz), die mit zur Kapitulation einer Million deutscher Truppen in Italien führten – Operation Crossword.

## Schriften
- Die englische Kreditpolitik 1914–1924. Industrieverlag Spaeth & Linde, Berlin 1924. Reprint: Keip, Frankfurt 1980.
- mit Allen Dulles: Unternehmen Sunrise. Die geheime Geschichte des Kriegsendes in Italien, Econ Verlag, Düsseldorf/Wien 1967.